# Ucacha
Ucacha é um município da província de Córdova, na Argentina.